# Gary Brightwell
Gary Brightwell (Chester, Pensilvania, 28 de febrero de 1999) es un jugador profesional estadounidense de fútbol americano que se desempeña en la posición de running back en New York Giants, equipo de la National Football League (NFL).

## Carrera
Fue seleccionado en la sexta ronda en la Reunión Anual de Selección de Jugadores de la NFL de 2021. Hizo su debut profesional con el equipo New York Giants, donde lleva jugando tres temporadas.